# Xã Bellefonte, Quận Boone, Arkansas
Xã Bellefonte (tiếng Anh: Bellefonte Township) là một xã thuộc quận Boone, tiểu bang Arkansas, Hoa Kỳ. Năm 2010, dân số của xã này là 2.380 người.